# Шерлок Холмс и голос ужаса
«Шерлок Холмс и голос ужаса» (англ. Sherlock Holmes and the Voice of Terror, 1942) — американский художественный фильм Джона Ролинса, третий из серии фильмов, посвящённых приключениям Шерлока Холмса и доктора Ватсона с участием Бэзила Рэтбоуна, Найджела Брюса.

## Сюжет
В Лондоне, по радио, голос из Германии объявляет новости о взрывах и других диверсиях, чтобы навести ужас на британских слушателей. Британская разведка обращается к Шерлоку Холмсу за помощью, с просьбой найти точку вещания «Голоса ужаса». Разведчики убеждены, что диверсии является лишь прелюдией к чему-то более грандиозному.

## Характерные особенности
Фильм снят по мотивам рассказа Конан-Дойля «Его прощальный поклон».

## Дополнительные факты
- Первый фильм серии, действо в котором происходит в 1940-х годах вместо в конца 1890-х.
- Первый фильм серии, снятый компанией Юниверсал.
- Во время Второй мировой войны в Лондоне действительно выходил в эфир «Голос ужаса». Одним из вещателей был Уильям Джойс и назывался он «Лорд Гав-Гав» (англ. Lord Haw Haw). Бывший член британского союза фашистов, Уильям Джойс покинул Англию в 1939 году. Британские зрители, смотревшие «Шерлок Холмс и голос ужаса» в кинотеатрах в 1942 году, несомненно, были знакомы с трансляциями Уильяма Джойса.[2]
- Рабочее название фильма: «Шерлок Холмс спасает Лондон».[2]
- В начале фильма в кадрах показывающих крушение поезда — при этом используются материалы, ранее применявшиеся в фильме 1933 компании Юниверсал «Человек-невидимка»[2].

## В ролях
- Бэзил Рэтбоун / Шерлок Холмс
- Найджел Брюс / доктор Ватсон
- Эвелин Энкерс / Китти
- Реджинальд Денни / сэр Эван Бэрам
- Монтегю Лав / генерал Джером Лоуфорд
- Генри Дэниелл / Энтони Ллойд
- Томас Гомес / Мид, немецкий агент
- Артур Блейк / Кросби
- Леланд Ходжсон / Капитан Рональд Шор
- Олаф Хутен / Адмирал Прентис
- Гарри Стаббс / Таксист
- Хиллари Брук / Джилл Грандис
- Роберт Барон / Гэвин
- Мэри Гордон / миссис Хадсон
- Рудольф Андерс (в титрах указан как Роберт О.Дэвис) / Шиллер (нацист)
- Гарри Кординг / Камберуэлл
- Лесли Денисон
- Эдгар Барриер / Голос ужаса
- Гэвин Mуир / диктор радио Би-би-си
- Герберт Эванс / Смитсон
- Дональд Стюарт / Грейди
- Джон Уайлд
- Артур Стенинг
- Джордж Шервуд / Таксист
- Тед Биллингс
- Чарльз Иордан / Посетитель из паба «Limehouse»
- Джон Роджерс / Посетитель из паба «Limehouse»
- Алек Хорворд / Посетитель из паба «Limehouse»

## Создатели фильма
- Компания / Юниверсал
- Продюсер / Ховард Бенедикт (англ. Howard Benedict)
- Режиссёр / Джон Ролинс (англ. John Rawlins)
- Ассистент режиссёра / Джозеф Макдоноу (англ. Joseph A. McDonough)
- Сценарист / Линн Ригс (англ. Lynn Riggs)
- Сценарист / Роберт Харди Эндрюс (англ. Robert Andrews)
- Сценарист / Джон Брайт (англ. John Bright)
- Оператор / Элвуд Бредель (англ. Elwood Bredell)
- Редактор / Рассел Шонгард (англ. Russell Schoengarth)
- Композитор / Фрэнк Скиннер (англ. Frank Skinner)
- Музыкальный директор / Чарльз Превин (англ. Charles Previn)
- Арт-директор / Джек Оттерсон (англ. Jack Otterson)
- Ассистент арт-директора / Мартин Обзина (англ. Martin Obzina)
- Постановачный директор / Рассел Гаусман (англ. Russell А. Gausman)
- Ассистент постановачного директора / Эдвард Р. Робинсон (англ. Edward R. Robinson)
- Звук / Бернард Браун (англ. Bernard B. Brown)
- Звукооператор / Роберт Притчард (англ. Robert Pritchard)
- Технический консультант / Том Макнайт (англ. Tom McKnight)
- Костюмер / Вера Вест (англ. Vera West)